# Susanne Gläser
Susanne Gläser (* 1984, geb. Harrer) ist eine deutsche Wirtschaftsjournalistin und Pressesprecherin.

## Leben
Gläser studierte Germanistik und Politikwissenschaft an der Universität Regensburg und absolvierte im Anschluss eine Ausbildung bei der Frankfurter Kommunikationsberatung Hering Schuppener. Im Anschluss wechselte sie nach München zum Fachverlag GoingPublic Media, wo sie mit Ausgabe 7–8/2010 beim VentureCapital Magazin als Redakteurin einstieg und ab Ausgabe 6/2012 Redaktionsleiterin war. Mit Ausgabe 5/2014 verließ sie das Magazin, da sie als Pressesprecherin zur Siemens-Betriebskrankenkasse wechselte.

## Sonstiges
Mit dem Jahrgang 2007/08 wurde Gläser in das Förderprogramm Bayerische Elite-Akademie (BEA) aufgenommen. Als Teil des fünfköpfigen BEA-Teams „Zensystem“ nahm sie 2008 am Münchener Business Plan Wettbewerb teil. In der ersten Runde („Ideas Stage“) gehörte das Team mit einem Verfahren für flache Leuchtplatten zu einer der Siegergruppen.
Beim Deutschen Journalistenpreis gehörte sie im Jahr 2011 zu den Finalisten.